# Androkles
Androkles er en mytisk person, som måske har rødder i virkeligheden. Historier omtaler ham som slave i Romerriget i det 1. århundrede e.k., omtrent samtidig med Tiberius, men muligvis under Caligulas regime.

## Den klassiske historie
Den tidligste, kendte version (fortalt af Aulus Gellius) navngiver ham på latin som Androclus, en slave, der flygtede fra en tidligere romersk konsul, som administrerede en del af Afrika. Androkles søger under flugten ly i en grotte, som viser sig at være en syg løves hule. Han fjerner en stor torn fra dyrets pote, trykker pus ud af såret og forbinder det. Løven bliver således rask og opfører sig som en tam hund – den logrer med halen og bringer vildt hjem, som den deler med slaven. Efter flere år får slaven til sidst trang til at vende tilbage til civilisationen, hvor han bliver kastet i fængsel som flygtet slave og dømt til at blive ædt af vilde dyr i Circus Maximus i Rom. En unavngiven kejser er til stede, da det mest imponerende af disse dyr viser sig at være den samme løve, som igen viser sin hundeagtige venlighed mod slaven. Kejseren benåder slaven på stedet i anerkendelse af dette bevis på venskabets magt, og han får overladt løven som ejendom; det beskrives, at de ses gående sammen i byens gader.